# Álftafjörður
No confundir con Fiordo de Alta en Noruega.

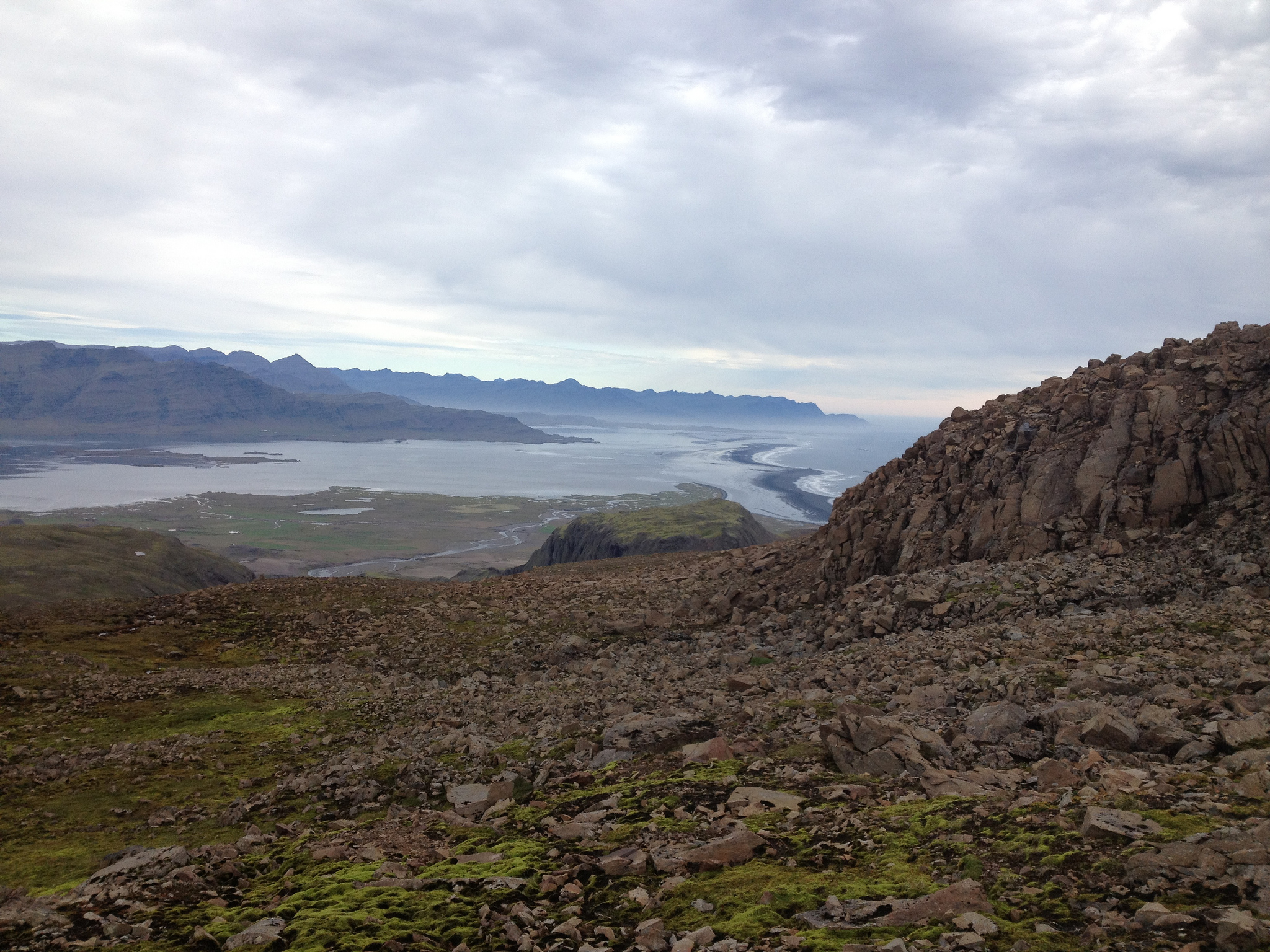
Álftafjörður

Álftafjörður es un fiordo que desemboca en Hamarsfjörður en la región administrativa de Suður-Múlasýsla, al este de Islandia. La población más cercana es Djúpivogur.

## Historia
Þvottá es una ciudad al sur de Álftafjörður. Es conocida por la saga de Njál y la acción evangelizadora del misionero Þangbrandr, enviado por el rey Olaf I de Noruega y donde se encuentra el memorial por el bautismo de uno de los primeros cristianos islandeses, Síðu-Hallur. Dos kilómetros al norte se encuentra Þangbrandsbryggja que fue el puerto donde Þangbrandr amarró su nave al llegar a la isla.